# -stán

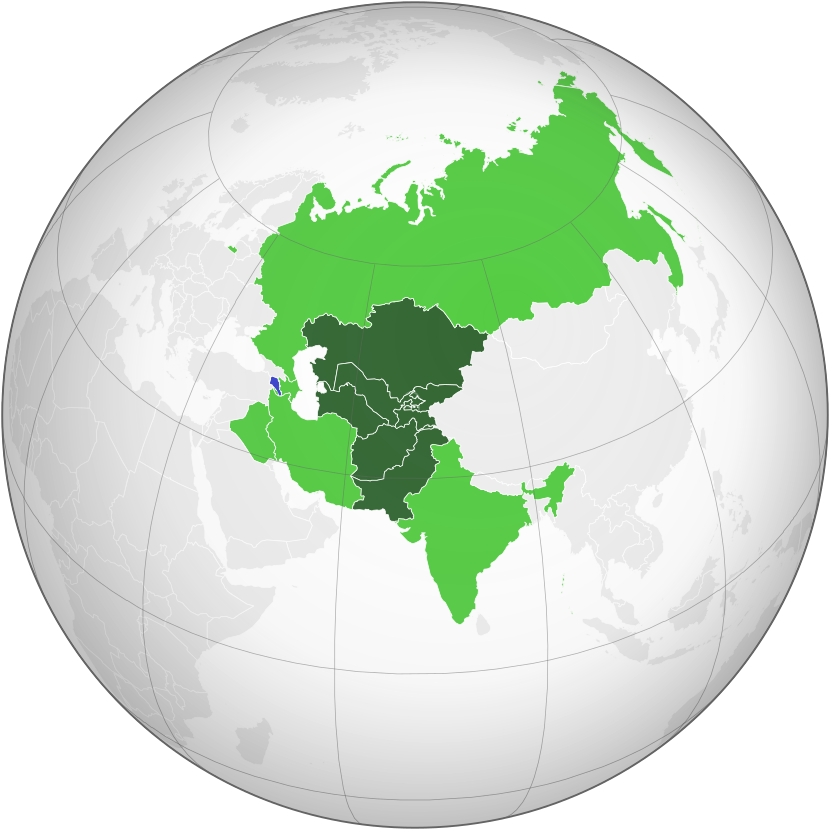
Países cuyos nombres contienen el sufijo -stán.
otros países con demarcaciones administrativas de primer nivel cuyos nombres contienen el sufijo -stán.
Países que en su lengua nativa tienen el sufijo -stán.

El sufijo -stán (en persa: ستان‎ stān) es una raíz persa que significa «lugar de», un término afín al indoario -sthāna (un sufijo sánscrito con un significado similar). En idiomas indoarios, sthāna significa ‘lugar’, y está emparentado con las palabras latinas estado y estatus.
El sufijo aparece en los nombres de muchas regiones, especialmente en Asia Central y Asia del Sur, zonas donde se establecieron los antiguos pueblos indoiranios. En lenguas iranias, sin embargo, también se utiliza en palabras comunes, por ejemplo en el idioma persa y urdu: rigestân (ریگستان, «lugar de la arena/desierto»), Pakistán (‘tierra de los puros’) y Golestán (گلستان, ‘lugar de rosas’); de igual manera en el idioma hindi: devasthan (‘lugar de las deidades’ o templo).
El sufijo es de origen indo-iraní y en última instancia de origen indoeuropeo; mientras que su origen protoindoeuropeo es la raíz *stā-, que es también el origen de la palabra en inglés stand, de la latina stāre, y de la griega histamai (ίσταμαι), que tienen ―todas― el mismo significado (‘lugar’, ‘ubicación’, ‘estar de pie’, ‘ocupar un lugar’). También está emparentada con la raíz pastún تون (tun, «hábitat» o «patria») y la rusa стан (que significa «asentamiento» o «campamento semi-permanente»"). En serbocroata moderno stan significa «apartamento», mientras que su significado original es «hábitat». De igual forma la raíz se encuentra en la palabra «ciudad» de las lenguas germánicas: es decir, Stadt (en alemán), stad/sted (en neerlandés/holandés/escandinavo), y stead (en inglés).
El sufijo «-stán» es análogo al sufijo -land en distintas lenguas germánicas, presente en muchos nombres de países como Finland, Ireland, England, Scotland o Deutschland.
El sufijo «-stán» se presenta en los siguientes topónimos:

## En nombres de países
- Afganistán, ‘tierra de los afganos’
- Indostán, ‘tierra de los indios’
- Kazajistán, ‘tierra de los kazajos’
- Kirguistán, ‘tierra de los kirguís’
- Pakistán, ‘tierra de los puros’
- Tayikistán, ‘tierra de los tayikos’
- Turkmenistán, ‘tierra de los turcomanos’
- Uzbekistán, ‘tierra de los uzbekos’.

### En autónimos
Un autónimo es el nombre con el que se autodenomina una comunidad cultural, lingüística, étnica o nacional a sí misma.
- Hayastán, nombre de Armenia en el idioma armenio.
- Iriston (aryi + Stan), auto-nombre de Osetia.

## En nombres de regiones y lugares
- Arabistán: se refiere a las tierras árabes (en Oriente Medio).
- Ardestán: ciudad en la provincia de Isfahán (en Irán).
- Avaristán: nombre en ávaro para las tierras ávaras en Daguestán (Rusia).

- Baharestán: un distrito y una plaza en el centro de Teherán, donde se encuentra el Parlamento iraní; además es una colección de poemas del poeta persa Jami; y también es el nombre una famosa alfombra antigua.
- Barbarestán: nombre que utiliza el poeta Ferdousí en su obra Sāh-nāma (Libro de los Reyes) para referirse a Hazarayat / Hazarastán y que en ese entonces era un territorio independiente en la región del Turán.[2]
- Balawaristán: otro nombre para la región de Gilgit-Baltistán en el norte de Pakistán.
- Beluchistán (Balochistán o Baluchistán): una región cuyo territorio está repartido entre Irán, Afganistán y Pakistán: su parte oeste corresponde a Irán (provincia de Sistán y Baluchistán); su parte norte pertenece a Afganistán; y su parte este, a la provincia pakistaní de Baluchistán.
- Baltistán: una región del norte de Pakistán.
- Bangalistán / Bangistán: nombre histórico y previo a la independencia de Bangladés, que también era llamado Pakistán Oriental hasta 1971.
- Bantustán: territorios de Sudáfrica durante el apartheid donde se confinó a la población negra; el término se acuñó por analogía.
- Bargustán / Borgustán: situada al norte de la moderna ciudad de Kislovodsk (Rusia); mencionado por el escritor y viajero otomano, Evliya Çelebi.[3]
- Baskortostán o Bashkortostán también llamado (Baskiria o Bashkiria): república constituyente de Rusia.
- Baloristán (Gilgit-Chitral): otro nombre de la región de Gilgit-Baltistán en el norte de Pakistán.
- Bostán (Bustan): "jardín" en persa; varios lugares con este nombre.
  - En Irán: Bostán, una ciudad y un distrito en la provincia de Juzestán; Bostan Abad (o Bostanabad) una ciudad y un distrito en la provincia de Azerbaiyán Oriental. Taq-e Bostán, un enclave arqueológico donde se encuentran numerosos relieves esculpidos en roca.
  - En Pakistán: Bostán, dos pueblos en la provincia de Beluchistán (uno en el distrito de Sibi y otro en el distrito de Pishin).
  - En Uzbekistán: Bustán, grafía alternativa para el pueblo de Bo'ston, en la provincia autónoma de Karakalpakia.
  - También es el nombre de uno de los libros del jeque Saadi, un poeta persa del período medieval.
- Bulgaristán: nombre turco de Bulgaria.
- Cholistán (desierto de): una región desértica en Pakistán.
- Daguestán: república constituyente de la Federación de Rusia, literalmente, "lugar de las montañas".
- Dardistán: una región en el norte de Pakistán.
- Dashtestán: una región en la provincia de Bushehr en Irán; su centro es la ciudad de Borazjan.
- Dehestán: es la palabra en idioma persa para referirse a los distritos rurales de Irán, que son una subdivisión de las provincias iraníes. También es el nombre de un poblado en la provincia de Badgis en Afganistán.
- Dehistán: una antigua ciudad del Gran Irán ubicada en la costa oriental del mar Caspio en el territorio moderno de Turkmenistán.[4] Fue un importante centro de comercio entre los siglos X y XIV. Sus ruinas están en la Lista Tentativa del Patrimonio Mundial de la Unesco.[5]
- Farsistán: otro nombre para la provincia iraní de Fars
- Frangistán (persa: فرنگستان farangestân): Europa Occidental en el idioma persa (también Frankistán: la tierra de los francos). Término acuñado por los musulmanes durante las cruzadas, cuando asumían que todos los cristianos europeos provenían del reino de los francos; después se utilizó para referirse a toda Europa Occidental (actualmente en desuso)[6]
- Fondukistán (Fondoqestán): un asentamiento y un monasterio budista durante el temprano periodo medieval ubicado en la provincia de Parwan, en Afganistán. El sitio se fecha generalmente en el siglo VII d. C., sin embargo, algunas evidencias sugieren que puede ser incluso anterior.[7]
- Garjestán / Garcestán / Gharjistán: antiguo nombre de una región en lo que ahora es Afganistán. Se le ubica en las proximidades de Badgis y Hazarastán, cerca del nacimiento del río Murgab, sin embargo aún se desconoce la ubicación de sus principales ciudades. El geógrafo árabe Muqaddasi llama a la región Ḡarj al-šahr, que se traduciría como "montaña regida por jefes" (la palabra Garča/Garj significa "montaña" en el dialecto local).[8]
- Gobustán (Qobustan): distrito geográfico y administrativo (raión) de Azerbaiyán; el nombre significa barranco o quebrada (ver Reserva estatal de Gobustán).
- Golestán (Gulistán, ‘jardín de rosas’ en persa); numerosos lugares con este nombre:
  - En Irán:
    - provincia de Golestán en el norte del país, su capital es Gorgan.
    - Parque Nacional de Golestán, cuyo territorio está repartido entre las provincias de Golestán, Mazandarán y Jorasán del Norte.
    - distrito Golestán en la provincia de Teherán, cuya ciudad capital a su vez, se llama Golestán.
    - Palacio de Golestán, antigua residencia real en la ciudad de Teherán.
    - Golestán, Lorestán, una aldea en la provincia de Lorestán.
    - Golestán, Qom, una aldea en la provincia de Qom.
    - Golestán, nombre alternativo de la aldea de Golestanak en la provincia de Lorestán.
    - Parque Golestán, un histórico parque en la ciudad de Tabriz.

  - Dos pueblos en Azerbaiyán: Golestán, en el raión (distrito) de Julfa y Golestán en el raión de Goranboy (el histórico Tratado de Gulistán que puso fin a la guerra entre el Imperio ruso y Persia en 1813 se firmó en este último).
  - En Pakistán: Gulistán (Baluchistán), un pueblo en el distrito Qilla Abdullah en la provincia de Baluchistán. Gulistán (Panyab); un pueblo en la provincia de Panyab). Tres barrios en la ciudad de Karachi tienen por nombre Gulistán (Gulistan-e-Johar, Gulistan-e-Bahar y Gulistan-e-Hadeed).
  - En Uzbekistán: la ciudad de Gulistán, capital de la provincia de Sir Daria.
  - En Afganistán: Gulistán, pueblo central del distrito del mismo nombre en la provincia de Farāh.
  - En Armenia: antiguo nombre de la aldea de Nor Aznaberd.
  - Además es el nombre de una importante colección de poemas del jeque Saadi, el poeta persa del período medieval.
- Gorjestán: nombre de Georgia en el idioma persa.[9]
- Gurcistán: nombre de Georgia en el idioma turco.[9]

- Habashistán: nombre de Etiopía en azerí y en otras lenguas túrquicas.
- Hazarastán (Hazarayat, Hazarajat): patria del pueblo hazara en el centro de Afganistán.
- Hindistan: nombre de India en el idioma turco
- Hindustán: grafía alternativa para Indostán y los territorios históricos de la India.
- Hırvatistan: nombre turco para Croacia.
- Hunistán, Chenestán: un reino del pueblo huno en el territorio de los cumucos (aproximadamente en Daguestán, alrededor de la costa del mar Caspio).[10]
- Indostán: la tierra del río Indo, o tierra de los hindúes. Los antiguos persas acuñaron el nombre, los británicos lo utilizaron durante el dominio del Imperio británico sobre lo que fue la India británica; en general, se refiere a la región en el sur de Asia. Ahora se refiere a la República de la India.
- Inglistán: Inglaterra en urdu.

- Juzestán (Juzistán o Khuzestan): una provincia del suroeste de Irán.

- Kabulistán: "La tierra de Kabul"; antiguo término utilizado en muchos libros históricos y los viejos libros de literatura persa de Kabul. Kabulistan contenía una región más grande que la actual provincia de Kabul. Algunas veces se le llama el país de Kabulistan.
- Kadagistán: una antigua provincia del imperio Sasánida que existió en la segunda mitad del siglo sexto y tuvo una corta duración. Estaba ubicada en el nordeste de lo que ahora es Afganistán.[11]
- Kafiristán (‘tierra de los infieles’); región histórica en Afganistán que cambió su nombre en 1896 cuando sus pobladores se convirtieron al islam, ahora conocida como Nuristán. Una región de nombre similar existe en el norte de Pakistán.
- Karakalpakistán (o Karakalpakia): república autónoma de Uzbekistán.
- Kohistán (Kuhistan, Kuhiston, Quhistan: ‘tierra montañosa’), varias regiones con este nombre en Afganistán, Pakistán, Tayikistán e Irán:
  - En Afganistán: distrito de Kohistán: extinto distrito de la provincia de Kāpīsā que en 2005 fue dividido en dos nuevos distritos: Kohistan Hesa Awal y Kohistan Hesa Duwum. En esta región se encuentra el pueblo de Kohistán, centro administrativo del distrito de Kohistan Hesa Awal. distrito Kohistán, en Badakhshan; un distrito en la provincia de Badajshán. distrito Kohistán, en Fāryāb; un distrito en la provincia de Fāryāb.
  - En Pakistán: un distrito en la provincia Jaiber Pajtunjuá.
  - En Tayikistán: el nombre en idioma tayiko (Kohistan-i Badakshan) para la provincia de Alto Badajshán.
- Kurdistán: "Tierra de los kurdos"; territorios históricamente reclamados por el pueblo kurdo (Kurdistán) que actualmente están repartidos entre Turquía, Irak, Irán, Siria y un pequeño enclave en Armenia; y que es considerado una Nación sin Estado.
  - En Turquia: nombre no oficial de la parte suroriental de Turquía, que está habitada principalmente por personas pertenecientes al pueblo kurdo y abarca casi una tercera parte de Turquía (Kurdistán Turco).
  - En Irak: Una región autónoma (Kurdistán Iraquí).
  - En Irán: una de las 31 provincias oficiales que conforman el territorio del país (provincia de Kurdistán). No debe confundirse con el denominado Kurdistán iraní que es un término más amplio para referirse a las partes de Irán habitadas por el pueblo kurdo, y que además de la provincia del Kurdistán incluye las provincias de Kermanshah, Ilam y buena parte de la provincia de Azerbaiyán Occidental.
  - En Siria: una región autónoma de facto que obtuvo su autonomía a través de victorias militares en el conflicto de Rojava y la guerra civil siria. Su nombre oficial es Administración Autónoma del Norte y Este de Siria, pero también se le llama Kurdistán Sirio y de igual forma se le conoce como Rojava, que significa poniente en kurdo.
- Larestán: una región en la provincia de Bushehr en Irán, su centro se encuentra Lar.
- Lazistán: antigua región del reino de Cólquida, después se convirtió en parte del Imperio otomano; en la actualidad su territorio hace parte de Georgia.
- Lehestán: Polonia en persa, nombre derivado de las antiguas tribus del conde Lech, que según la leyenda fue el fundador de Polonia.
- Lehistán: era el nombre turco-otomano de Polonia o, más concretamente, del Imperio polaco.
- Lezgistán: región etnolingüística en el sur de Daguestán y norte de Azerbaiyán.
- Lorestán (o Luristán): una provincia del oeste de Irán.

- Macaristán: es el nombre turco de Hungría.
- Mehrestan: condado en la provincia de Sistán y Baluchistán en Irán, su ciudad central es Zaboli.
- Mogulistán: una zona histórica de Asia Central, que incluye partes de lo que hoy es Kazajistán, Kirguistán y Xinjiang.
- Muristán: un mercado y un complejo de calles en el barrio cristiano de la Ciudad Vieja de Jerusalén.
- Nuristán: región histórica en Afganistán y actualmente una provincia oficial del mismo país, formada en el año 2001.
- Ostán: es la palabra en idioma persa para referirse a las provincias de Irán.
- Pakistán Oriental (o Bangalistan / Bangistan): se refiere al nombre histórico previo a la independencia de Bangladés.
- Pastunistán (Pakhtunistan o Pathanistan): forma en la que muchos nacionalistas pastunes llaman a las zonas dominadas por el pueblo pastún en Afganistán y Pakistán.
- Qobustán: Gobustán.
- Quhistán: región de Persia en el periodo medieval que hacía parte de la zona sur del Gran Khorasan (o Khurasan). Al parecer no tenía fronteras delimitadas y el nombre era usado para referirse a una zona indefinida. También puede escribirse Kohistán y tiene el mismo significado (Tierra Montañosa).[12]

- Rajastán: un estado regional en la República de la India.
- Rastán (Al-Rastan): Una ciudad de Siria cercana a Homs.
- Registán: palacio histórico en la ciudad uzbeca de Samarcanda, el nombre significa «lugar de arena».

- Sagastán/Sakastán: una antigua provincia del Imperio sasánida, donde residían los escitas o sakas desde el siglo II a. C. Estaba ubicada alrededor de la actual triple frontera que forman Irán, Afganistán y Pakistán. Con el tiempo el nombre se transformó en Sistán.[13][14]
- Seraikistán (Saraikistán): región de Pakistán donde habita el pueblo seraiki que reclama la creación de una provincia autónoma en el sur de la provincia de Punjab.
- Shahrestán: varios significados: un distrito en la provincia de Daikondi en Afganistán; En Irán, un pueblo en la provincia de Teherán y tres pueblos en la provincia de Qazvin (Shahrestan-e Sofla, Shahrestan-e Olya y Shahrestan en Basharyat-e Gharbi). Además es la palabra en idioma persa para referirse a los condados iraníes, que son una subdivisión territorial de las provincias de Irán.
- Sarvestán: una ciudad en la provincia de Fars, en Irán.
- Sistán o (Seistan): región histórica en la frontera sureste de Irán y suroeste de Afganistán. En la actualidad es una provincia oficial iraní (Sistán y Baluchistán).
- Sırbistán: nombre turco para Serbia.

- Tabaristán: una región histórica iraní a lo largo de la costa sur del mar Caspio.
- Takestán: una ciudad en la provincia de Qazvin en Irán.
- Talyshistán (Talishistan o Tolishistan): región etnolingüística en el sureste del Cáucaso y noroeste de Irán.
- Tangestán: una región en la provincia de Bushehr en Irán, su centro es Ahram.
- Tartaristán: una república constituyente de la Federación de Rusia.
- Tocaristán (Tukaristan o Tokaristan), también conocido como Bactria o Bactriana: es el antiguo nombre de una región histórica de Asia Central, que se encuentra en la zona entre el Hindú Kush y el río Amu Darya (o río Oxus).
- Turquestán (Turkestán o Turkistán): varios significados:
  - Región etnolingüística e histórica de los pueblos túrquicos y sus lenguas, que abarca Asia central desde el noroeste de China hasta algunas partes de la región del Cáucaso y Asia Menor.
  - Nombre de una ciudad del sur de Kazajistán (véase Turkestán).
  - Turquestán ruso (o Turquestán Occidental): región del Imperio ruso que después de la revolución comunista se convertiría en la República Socialista de Turquestán y posteriormente se dividiría en Turkmenistán, Uzbekistán, Tayikistán, Kirguistán y Karakalpakistán.
  - Turquestán Oriental:
    - Dos repúblicas de breve existencia ubicadas en el extremo noroccidental del territorio actual de China. La primera (Primera República del Turquestán Oriental) existió de 1933 a 1934; mientras que la segunda (Segunda República del Turquestán Oriental) lo hizo de 1944 a 1946. En ambas ocasiones China efectuó invasiones militares y finalmente integró el territorio a la región autónoma de Sinkiang.
    - También es un término utilizado para referirse a Uiguristán.

- Uiguristán / (Uyghurstán o Turquestán Oriental): región dominada por los uigures de habla túrquica, ubicada en el noroeste de China.

- Vilandazistán: Holanda en urdu (ahora obsoleto).
- Waziristán: una región del noroeste de Pakistán. Está dividido en Waziristán del Norte y Waziristán del Sur.

- Yaghistán: "tierra de los libres" o "tierra de los indomables". Nombre que se le dio durante el Raj británico a ciertas zonas habitadas por pastunes en las Áreas Tribales y en la Frontera Noroeste (en Pakistán) que no pudieron ser sometidas por los británicos y que no obedecían la autoridad del emir de Afganistán, Abdur Rahman Khan. Puesto que no es precisa la definición de quiénes eran los yaghis, las tierras a las que se le llamaba yaghistán varió con el paso del tiempo debido a modificaciones en las líneas fronterizas y a la creación de diferentes alianzas.[15]
- Yunanistán: el nombre en turco para Grecia.
- Zabulistán: una región histórica en la zona fronteriza de Irán y Afganistán, cerca de la ciudad de Zabol.
- Zanjistán (o Zenjistan): término que se utiliza en los textos medievales para referirse a la patria de los Zanj -esclavos de raza negra-, probablemente provenientes de África del Este. Se considera que con el paso del tiempo el nombre se transformó en Zanzíbar.[16]

## En nombres propuestos
- Jalistán (Khalistán o Sikhistán): una propuesta que busca la creación de un país en los territorios de la India donde la población sij es mayoría.
- Maronistán: fue el nombre propuesto para un Estado maronita en el Líbano durante la guerra civil libanesa.
- Uyghuristán (variante de Turquestán Oriental y Uighurstan): es el nombre étnico que se propone para la Región Autónoma de Xinjiang en la República Popular de China

## En nombres ficticios
- Kekistán: País ficticio de la cultura de Internet.
- Tankinistán: en el episodio "Verdad o desafío" de Kick Buttowski, el abuelo de Kick cuenta su misión en ese país.
- Chiquitistán: país imaginario relacionado con los personajes interpretados por Florentino Fernández, basados en el artista conocido como Chiquito de la Calzada.[17]
- Perukistán: término peyoritarivo utilizado como meme de internet perteneciente a la hispanosfera para referirse a la República del Perú.[18]

## Otros usos
- Bimaristán: una especie de hospital en la Persia medieval y el mundo islámico medieval.
- Hamastán: neologismo peyorativo que hace referencia a un concepto palestino de Gobierno islámico con la Sharia como ley.
- Hunestan / Hunistan / Honestan: un asentamiento en la provincia de Semnán en Irán.
- Islamistán: La tierra del Islam, utilizado en diversos contextos.
- Paristán o Peri-estan: es el nombre de una tierra mítica en el folclore de Medio Oriente, Asia meridional y Asia central. Las Peris son una especie de hadas en la mitología persa.
- Qabristán: un cementerio o panteón. Qabr significa tumba.
- Rajamangalakeelastán: estadio nacional de Tailandia[19]
- Absurdistán: es un término que se usa de manera satírica para describir un país donde el absurdo prevalece, especialmente debido a la omnipresencia e ineficiencia de su burocracia.

## Nombres Parecidos
- Azerbaiyán: país ubicado en el oeste de Asia.
- Isla Bubiyán: isla ubicada en el noreste de Kuwait.